# 유수 (심유후)
유수(劉受, ? ~ ?)는 전한 중기의 황족이자 관료로, 초원왕의 손자이다. 종정 유수와는 동명이인 관계이다.

## 생애
원수 4년(기원전 119년) 종정에 임명되었으나, 이듬해에 사사로이 청탁을 들어준 죄로 파면되고 사구에 처하였다.

## 출전
- 사마천, 《사기》 권19 혜경간후자연표
- 반고, 《한서》 권15 왕자후표·권19하 백관공경표 下

| 전임 유수 | 전한의 종정 기원전 119년 ~ 기원전 118년 | 후임 (대행) 안 |

| 선대 아버지 심유이후 유세 | 전한의 심유후 기원전 136년 ~ 기원전 118년 | 후대 (봉국 폐지) |